# Viglielmo Matozza
Viglielmo Matozza – włoski kierowca i konstruktor wyścigowy.
Przed II wojną światową startował w Grand Prix des Frontières. W 1933 roku ścigał się Alfą Romeo RLTF, jednak z wyścigu na skutek awarii wycofał się już na pierwszym okrążeniu. W tamtym roku zajął ponadto tym samochodem dziewiąte miejsce w wyścigu 24h Spa, a jego partnerem był wówczas Meert. Dwa lata później, startując tym samym pojazdem w Grand Prix des Frontières, zajął siódme miejsce ze stratą ponad 19 minut do zwycięzcy, Rudolfa Steinwega.
Powrócił do Grand Prix des Frontières w 1954 roku. Wystawił tam samochód własnej konstrukcji, VM Monoplace, napędzany silnikiem Tatra V8. Kierowca ten pojawił się podczas treningów. Jednakże prace Matozzy nad przygotowaniem samochodu tak go zmęczyły, że przespał on kwalifikacje i nie został dopuszczony do wyścigu.
Jego syn Richard również był kierowcą wyścigowym, specjalizującym się w wyścigach górskich.